# Cyclobatis
Genre
Cyclobatis est un genre éteint de raies préhistoriques, ayant vécu au début du Crétacé supérieur dans l'actuel Liban. Ces poissons sont caractérisés par une forme circulaire, d'un rayon de 10 et 20 cm. Leur queue est courte, en forme de fouet, armée de rangées d'épines. L'environnement favorable au développement des Cyclobatis était une mer chaude et peu profonde,.
Cyclobatis fait partie des plus anciennes raies, avec Rajorhina expansa (Davis, 1887). 

## Classification
La plupart des scientifiques classent Cycobatis dans le super-ordre des raies (Egerton 1844 ; Goodrich 1909 ; Dechaseaux 1937 ; Cappetta 1980, 2012). Toutefois cette appartenance pose quelques problèmes selon Giuseppe Marramà et ses collègues (2019), dans la mesure où il manque à Cyclobatis certaines caractéristiques des Rajiformes. La morphologie des dents de Cyclobatis, notamment, les distingue des rajoïdes vivants, de même que leur rostre étroit et court, la forme de leur queue, et l'absence de nageoires dorsales.  
L'absence de piqûres caudales et les processus prépubiques très longs suggèrent que Cyclobatis n'est pas un Myliobatiformes. 
Cyclobatis a été classé dans la famille des Torpedinidae, mais « la crête supraorbitale proéminente de Cyclobatis la sépare des torpédiniformes, qui n'ont pas de crête supraorbitale » (McEachran et al., 1996).

## Liste des espèces
Selon BioLib (23 avril 2020) :
- Cyclobatis major Davis, 1887[2]
- Cyclobatis oligodactylus Egerton, 1844[2] - espèce type
- Cyclobatis tuberculatus Cappetta, 1980[2]

## Fossiles
Les premiers fossiles découverts proviennent des calcaires du Cénomanien inférieur à Haqel et Hjoula (en) au Liban (voir Couches à poissons du Mont Liban). Il s'agit de squelettes de poissons entièrement articulés, dans un état de conservation exceptionnel, trouvés au fond de petits bassins induits par des failles de blocs (Huckel 1970).

## Galerie

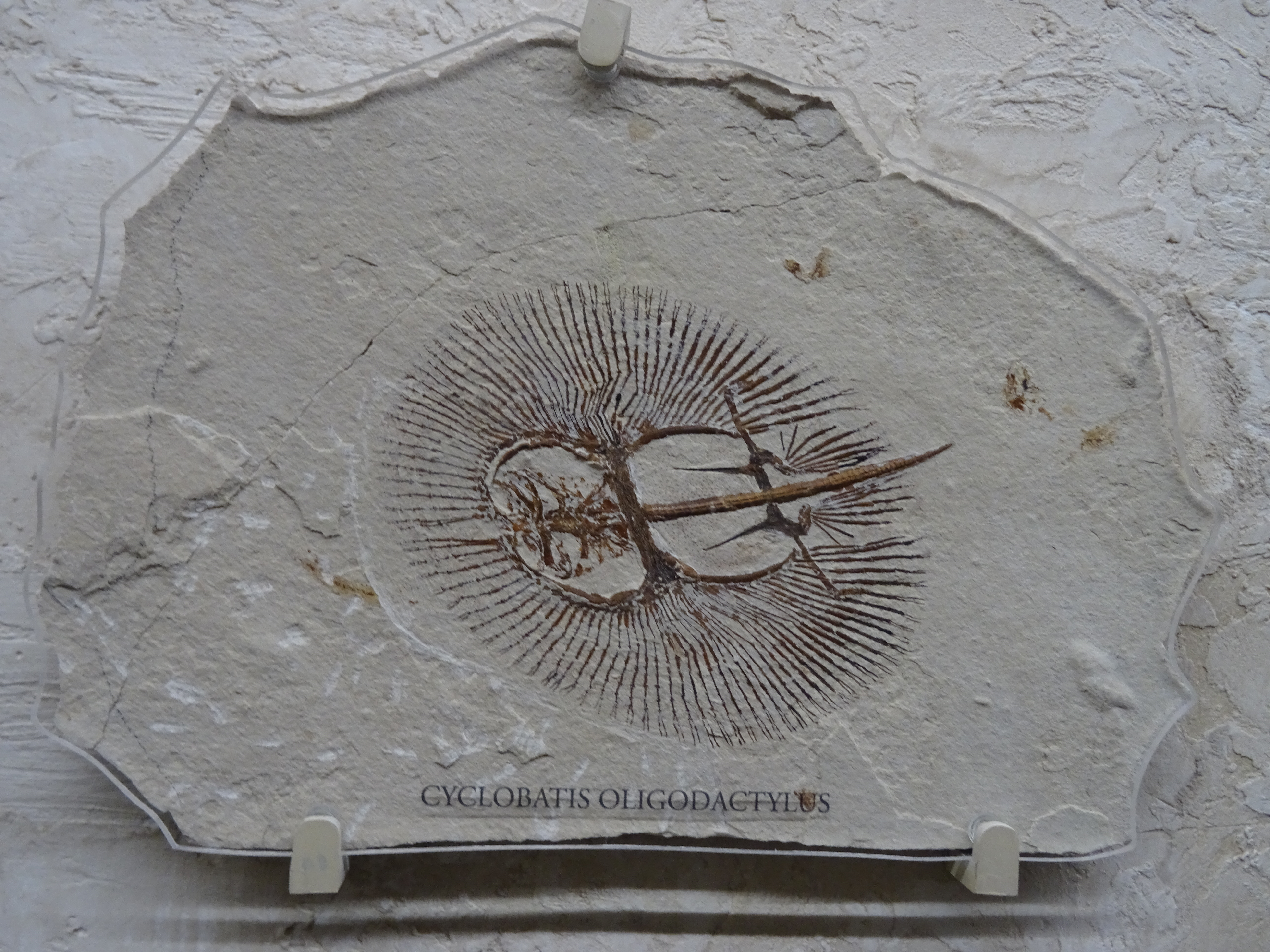
Fossile de Cyclobatis oligodactylus, Mim Museum
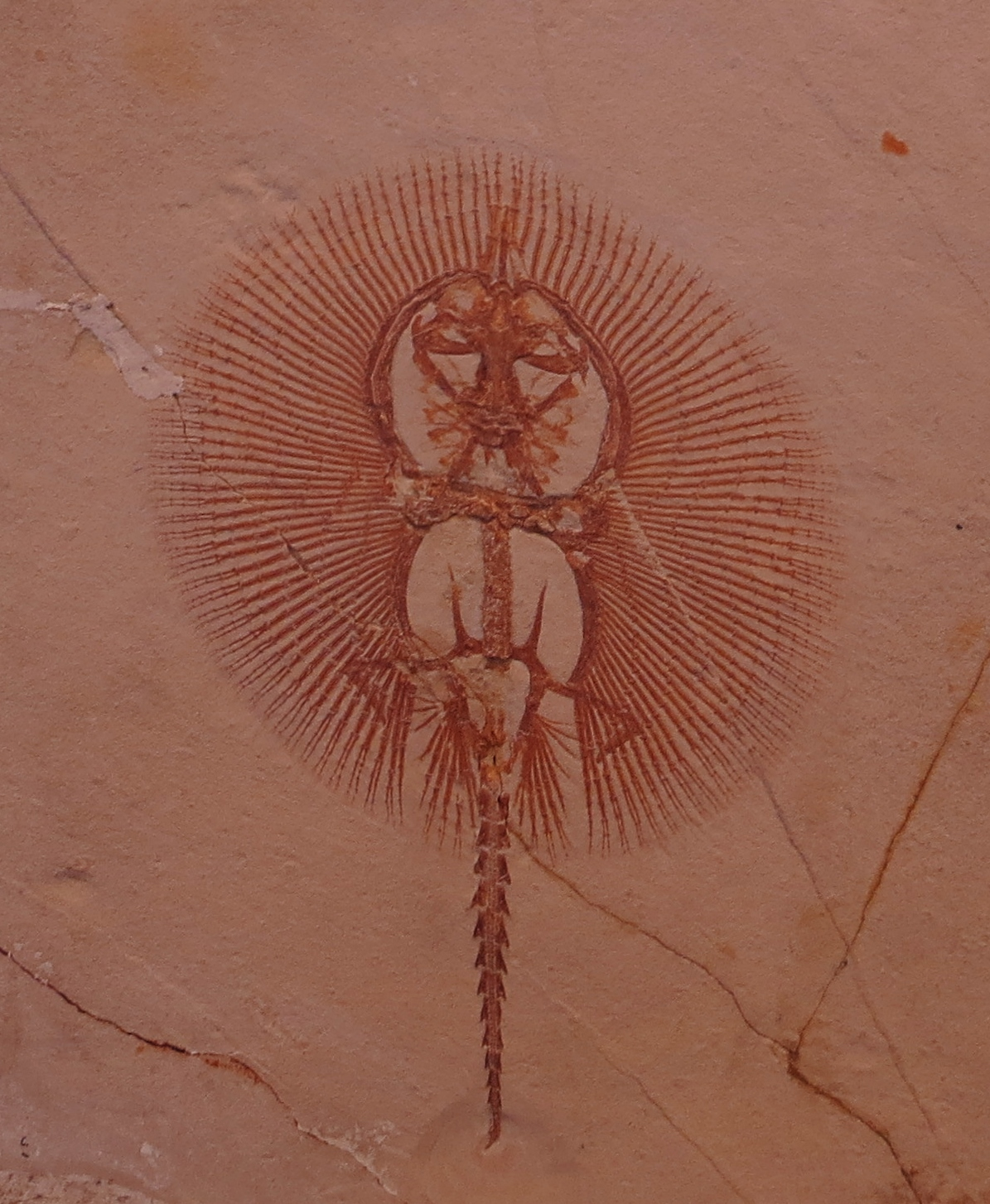
Cyclobatis major, Cénomanien, fossile découvert à Hakel (Liban)

## Publication originale
- (en) Sir Philip Grey Egerton, « Description of a Fossil Ray from Mount Lebanon (Cyclobatis oligodactylus) », Quarterly Journal of the Geological Society of London, Londres, Société géologique de Londres, vol. 1,‎ 1er février 1845, p. 225-229 (ISSN 0370-291X et 2058-105X, OCLC 1437164, lire en ligne).